# 얼룩새코미꾸리
얼룩새코미꾸리(Koreocobitis naktongensis)는 멸종위기 야생생물 Ⅰ급으로 지정되어 법적 보호를 받고 있는 미꾸리과 물고기다. 근연종으로 새코미꾸리가 있고 낙동강 수계의 일부 수역에 제한적으로 분포하고 있다.